# Vive la Frans
Vive la Frans is een Nederlands televisieprogramma van de TROS met Frans Bauer dat van 2013 tot 2016 werd uitgezonden op NPO 1. 
Bauer gaf in 2012 aan geen vervolg te willen op het programma Bauer's Zigeunernacht wat zich afspeelde in Hongarije. In april 2013 vertelde hij in Life4You dat er wel degelijk een vervolg op het programma zou komen. Door de hoge kijkcijfers had de TROS een tweede seizoen besteld wat zich niet in Hongarije ging afspelen maar een andere zigeunerroute zou gaan volgen. Een maand later maakte de TROS bekend dat het programma Vive la Frans heet en zich ging afspelen in Zuid-Frankrijk waar Frans Bauer met verschillende bekende Nederlanders  zou gaan kamperen.

## Inhoud
In de serie gaat Frans Bauer met zijn broer Dorus kamperen in Frankrijk, iets wat ze nog nooit samen hadden gedaan. Frans en Dorus hebben herinneringen aan tante Greet, die vroeger met een vouwwagen ging kamperen in Frankrijk en daar mooi over kon vertellen. Ze besluiten ook naar Frankrijk te gaan met het zelfde model vouwwagen (uit de jaren 70) als tante Greet had. De eerste aflevering staat in het teken van de reis naar Frankrijk met de vouwwagen achter de oude Mercedes, die ook in Bauer's Zigeunernacht was te zien. In de daarop volgende afleveringen ontvangen Frans en Dorus hun gasten op een aantal campings in het zuiden van Frankrijk. 
In het eerste seizoen waren de gasten die kwamen logeren: zwemster Inge de Bruijn, zanger Jeroen van der Boom, zangeres Josje Huisman, atleet Churandy Martina, stand-upcomedian Philippe Geubels, presentatrice Natasja Froger en politicus Joost Eerdmans.
Voordat het tweede seizoen werd uitgezonden maakte Frans Bauer bekend dat er een toezegging was gedaan voor het derde en vierde seizoen. Vanaf het derde seizoen werd het concept van kamperen in Frankrijk met BN'ers losgelaten en gingen Frans en Dorus Bauer andere landen bezoeken.

## Afleveringen

### Seizoen 1
| Aflevering | Gast                | Datum             | Kijkcijfers | Bron   |
| ---------- | ------------------- | ----------------- | ----------- | ------ |
| 1          | Josje Huisman       | 31 augustus 2013  | 1.118.000   | [ 6 ]  |
| 2          | Inge de Bruijn      | 7 september 2013  | 1.059.000   | [ 7 ]  |
| 3          | Jeroen van der Boom | 14 september 2013 | 1.179.000   | [ 8 ]  |
| 4          | Churandy Martina    | 21 september 2013 | 1.012.000   | [ 9 ]  |
| 5          | Natasja Froger      | 28 september 2013 | 1.126.000   | [ 10 ] |
| 6          | Philippe Geubels    | 5 oktober 2013    | 1.185.000   | [ 11 ] |
| 7          | Josje Huisman       | 12 oktober 2013   | 1.152.000   | [ 12 ] |
| 8          | Joost Eerdmans      | 19 oktober 2013   | 940.000     | [ 13 ] |

### Seizoen 2
| Aflevering | Gast                | Datum             | Kijkcijfers | Bron   |
| ---------- | ------------------- | ----------------- | ----------- | ------ |
| 1          | Gordon              | 30 augustus 2014  | 880.000     | [ 14 ] |
| 2          | Ireen Wüst          | 13 september 2014 | 914.000     | [ 15 ] |
| 3          | Herman den Blijker  | 20 september 2014 | 1.007.000   | [ 16 ] |
| 4          | Goedele Liekens     | 27 september 2014 | 940.000     | [ 17 ] |
| 5          | Tygo Gernandt       | 4 oktober 2014    | 909.000     | [ 18 ] |
| 6          | Victoria Koblenko   | 11 oktober 2014   | 921.000     | [ 19 ] |
| 7          | Marlijn Weerdenburg | 18 oktober 2014   | 894.000     | [ 20 ] |
| 8          | André Hazes jr.     | 25 oktober 2014   | 935.000     | [ 21 ] |

Dit overzicht is mogelijk incompleet; u kunt helpen door het uit te breiden.